# Environmental Audio Extensions
Environmental Audio Extensions (EAX) ist ein von Creative Labs entwickeltes proprietäres System, das dazu dient, Umgebungsgeräusche in Computerspielen so real wie möglich erscheinen zu lassen. Da jedes Geräusch in verschiedenen Räumen durch Reflexionen an den Wänden etc. unterschiedlich klingt, müsste man bei einem Computerspiel theoretisch ein und denselben Ton unter verschiedenen Bedingungen aufzeichnen. Um diesen Arbeitsaufwand zu umgehen, wird der Ton nur einmal aufgezeichnet und die Spiel-Engine teilt EAX mit, in welcher Umgebung dieses Geräusch ertönen soll. EAX berechnet den Klang im jeweiligen Raum und gibt ihn an die Lautsprecher weiter. In neueren Versionen unterstützt EAX Klangausgabe auf bis zu acht Lautsprechern (7.1), somit entsteht die Illusion, sich mitten im Geschehen zu befinden (Raumklang).

## Geschichte
EAX 1.0 wurde von Creative 1998 für die Sound Blaster Live! vorgestellt. Diese erste Version von EAX unterstützte 32 Stimmen; Entwickler konnten verschiedene Voreinstellungen auswählen, die auf die Geräusche angewandt wurden und so den Effekt verschiedener Umgebungen erzeugten. Mit EAX 2.0 kam im Jahr 2000 die Möglichkeit hinzu, die unterschiedlichen akustischen Eigenschaften von verschiedenen Materialien zu simulieren. Außerdem wurde es nun möglich, den Einfluss von Objekten zwischen Geräuschquelle und Zuhörer einzubeziehen. Mit den Audigy-Karten kam EAX Advanced HD 3.0, das 64 Stimmen unterstützte, sanftes Überblenden von einem Umgebungseffekt zu einem anderen ermöglichte sowie den Entwicklern bessere Möglichkeiten zur Einflussnahme auf die Soundausgabe gab. EAX Advanced HD 4.0 fügte die Möglichkeit hinzu, verschiedene Umgebungseffekte gleichzeitig zu simulieren. Die neueste Version ist EAX Advanced HD 5.0 und wird von der X-Fi-Serie (außer „X-FI Xtreme“) unterstützt. Neben vielen anderen Änderungen wurde auch die Anzahl der Stimmen auf 128 erhöht.
Die Spezifikationen von EAX 1.0 und EAX 2.0 wurden von Creative veröffentlicht, anderen Herstellern von Soundkarten ist es somit möglich, EAX 2.0 via Software-Emulation zu unterstützen. Ehemaliges Konkurrenzformat zu EAX war Aureal 3rd Dimension Technology, nach der Unternehmensübernahme der Entwicklerfirma Aureal durch Creative wurde es jedoch nicht mehr weiterentwickelt.

## Windows
Mit Windows Vista ist die Wiedergabe von EAX-Effekten nur bedingt möglich, da weder mit DirectX 10 noch mit DirectX 9L der Hardware-Abstraction-Layer von DirectSound zur Verfügung steht, über den DirectSound-Befehle zur Berechnung an Hardware-EAX-Chips übermittelt werden. Aufgrund des Fehlens des DirectSound-HAL für Vista können in vielen bisherigen Spielen EAX-Effekte nicht in Hardware berechnet werden. Eine Ausnahme bilden die wenigen Spiele, die die OpenAL-Schnittstelle anstelle von DirectSound verwenden.
Creative Labs stellt daher ein Tool namens „ALchemy“ (Wortspiel zu „OpenAL“) zur Verfügung, welches die DirectSound-Befehle vieler Spiele in OpenAL-Befehle übersetzt und somit unter Windows Vista voll lauffähig macht. Die benötigte Rechenleistung für diese Übersetzung soll laut Creative Labs gering sein. Bisher unterstützt allerdings „ALchemy“ bei weitem noch nicht alle bekannten Spiele. Mittlerweile ist ALchemy auch für die Soundkarten der Audigy-Reihe kostenlos verfügbar, nachdem zunächst nur X-Fi-Karten kostenlos und später Audigy-Karten kostenpflichtig unterstützt worden waren.